# Boris Annenkov

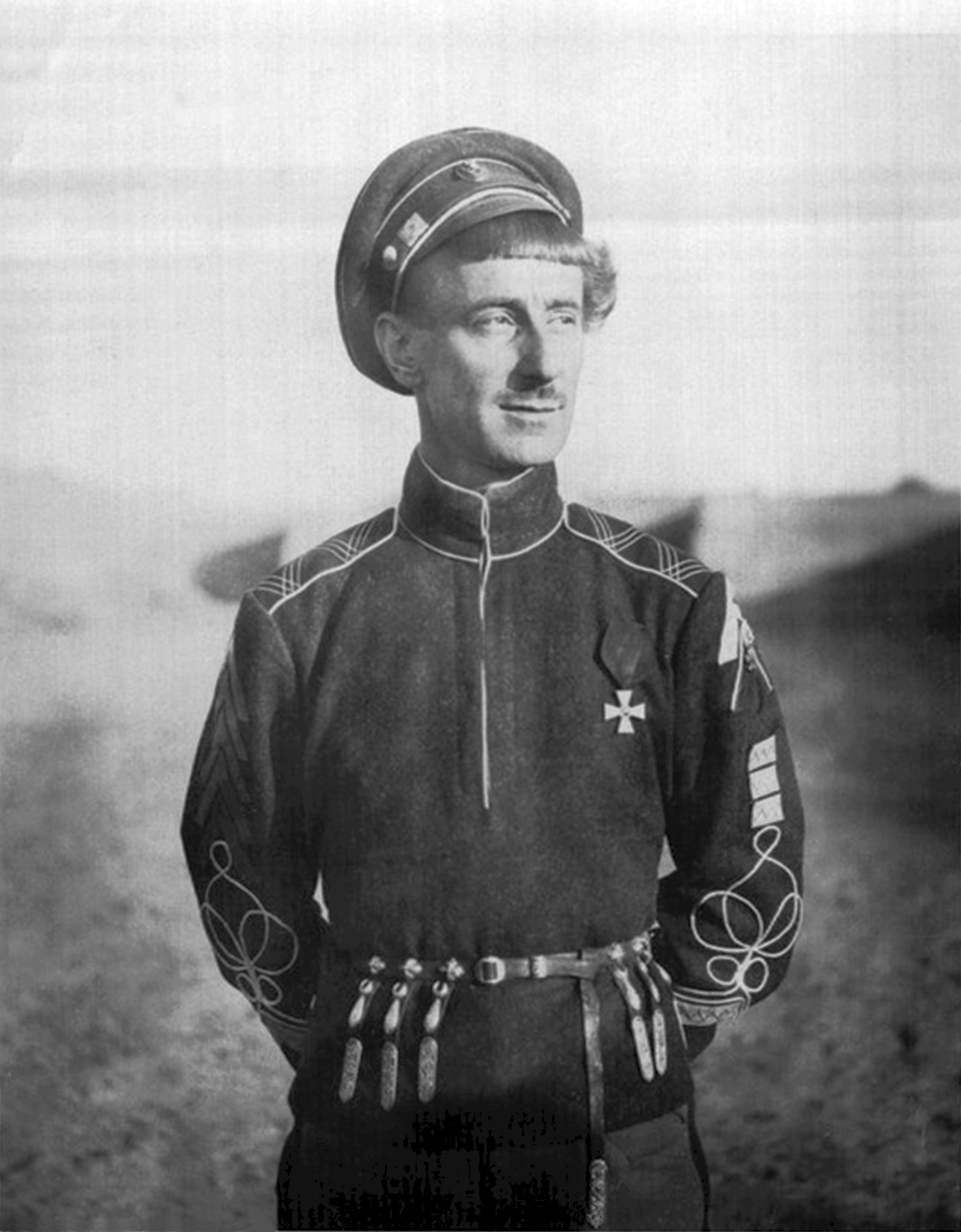
Boris Annenkov

Boris Vladimirovitsj Annenkov (Russisch: Борис Владимирович Анненков) (9 februari 1889 - Semipalatinsk, 25 april 1927) was ataman van de Siberische Kozakken, generaal-majoor en commandant van het Leger van de Zeven Rivieren. Vanwege talloze militaire misdaden begaan door zijn troepen (tegen het Rode Leger, burgers en zelfs andere troepen van het Witte leger die niet onder zijn bevel stonden), bleef hij de meest controversiële figuur in de Witte beweging en werd zelfs veracht door andere Witte generaals.

## Leven
Boris, de kleinzoon van de decembrist Ivan Aleksandrovitsj Annenkov, werd geboren in de familie van Vladimir Ivanovitsj Annenkov, een gepensioneerde kolonel, behorend tot de adel van Wolynië.
Boris Annenkov, opgeleid aan de Kadettenschool in Odessa en de Militaire School Alexander II in Moskou, begon zijn dienst bij het 1e Siberische Kozakkenregiment voordat hij naar het 4e Siberische Kozakkenregiment in Koksjetau verhuisde. In 1914 brak er een muiterij uit in het regiment en werd Annenkow door de muiters tot tijdelijke commandant aangesteld. Veroordeeld tot 1 jaar en 4 maanden gevangenisstraf, zat hij zijn straf niet uit, maar werd naar het front gestuurd tegen de Duitsers.
Voor zijn strijdlust ontving hij tussen 1915 en 1917 een Gouden Zwaard voor Moed, evenals de Orde van Verdienste van het Legioen van Eer van generaal Paul Pau.
Na de revoluties van 1917 werden Annenkov en zijn mannen in december teruggestuurd naar Omsk om de contrarevolutionaire eenheid te ontbinden. Omdat hij weigerde zich te laten ontwapenen, begon hij de strijd tegen de bolsjewieken.
In maart 1918 werd hij verkozen tot ataman van de Siberische Kozakken door een controversiële Kozakkenvergadering. Hij vocht tegen de Rode Strijdkrachten in de zuidelijke Oeral en Centraal-Azië en werd in augustus 1919 commandant van het Onafhankelijke Leger van de Zeven Rivieren. In de winter van 1919-1920 trad hij officieel toe tot de troepen van generaal Doetov; er was echter bijna onmiddellijk een conflict tussen hem en Doetov als gevolg van wreedheden door Annenkov-troepen, en Doetov weigerde hem te steunen.
In het voorjaar van 1920 moest Annenkov zich terugtrekken richting de Chinese grens. Op de 28e april stak hij met de rest van zijn mannen de grens over en vestigde zich in Ürümqi. De Chinese autoriteiten arresteerden hem in maart 1921 maar dankzij de inspanningen van generaal Denisov en de steun van Britse en Japanse functionarissen werd hij drie jaar later vrijgelaten.
Op de 7e april 1927 werd Annenkov gevangengenomen door Feng Yuxiang en uitgeleverd aan de Tsjekisten die in de regio actief waren. Gedeporteerd naar de Sovjet-Unie werd hij op 25 april samen met Denisov in april in Semipalatinsk opgepakt.
In de jaren negentig werd zijn zaak beoordeeld door het Russische Openbaar Ministerie en werd hem postume rehabilitatie geweigerd.

## Cultuur en media
- 1933 : Annenkovsjtsjina ( Анненковщина), een film van Nikolaj Beresnev; de rol van Annenkov werd gespeeld door Boris Livanov.

## Weblinks
- Pierre Boutonnet (2010). Les sources pour étudier la Terreur blanche